# Brajkovići (Pazin)
Brajkovići is een plaats in de gemeente Pazin in de Kroatische provincie Istrië. De plaats telt 358 inwoners (2001).